# La Salut (metropolitana di Barcellona)
La Salut è una stazione della linea 10 della metropolitana di Barcellona situata nel territorio del comune di Badalona. La stazione serve il quartiere La Salut ed è dotata di quattro accessi con scale mobili e ascensori ad alta capacità di trasporto adatti anche per le persone a mobilità ridotta.
Inizialmente l'apertura della stazione era prevista per il 2004 poi posticipata al 2008 ma a causa dei ritardi nella realizzazione della linea l'apertura avvenne effettivamente il 18 aprile 2010, in concomitanza con l'ingresso in servizio del tratto di L10 compreso tra le stazioni di Gorg e Bon Pastor.

## Accessi
- Carrer de Salvador Seguí
- Avinguda del Marquès de Sant Mori
- Carrer de Juan Valera (incrocio con carrer d'Austràlia)
- Carrer de Juan Valera (incrocio con l'Avinguda del Marquès de Sant Mori)

## Galleria d'immagini

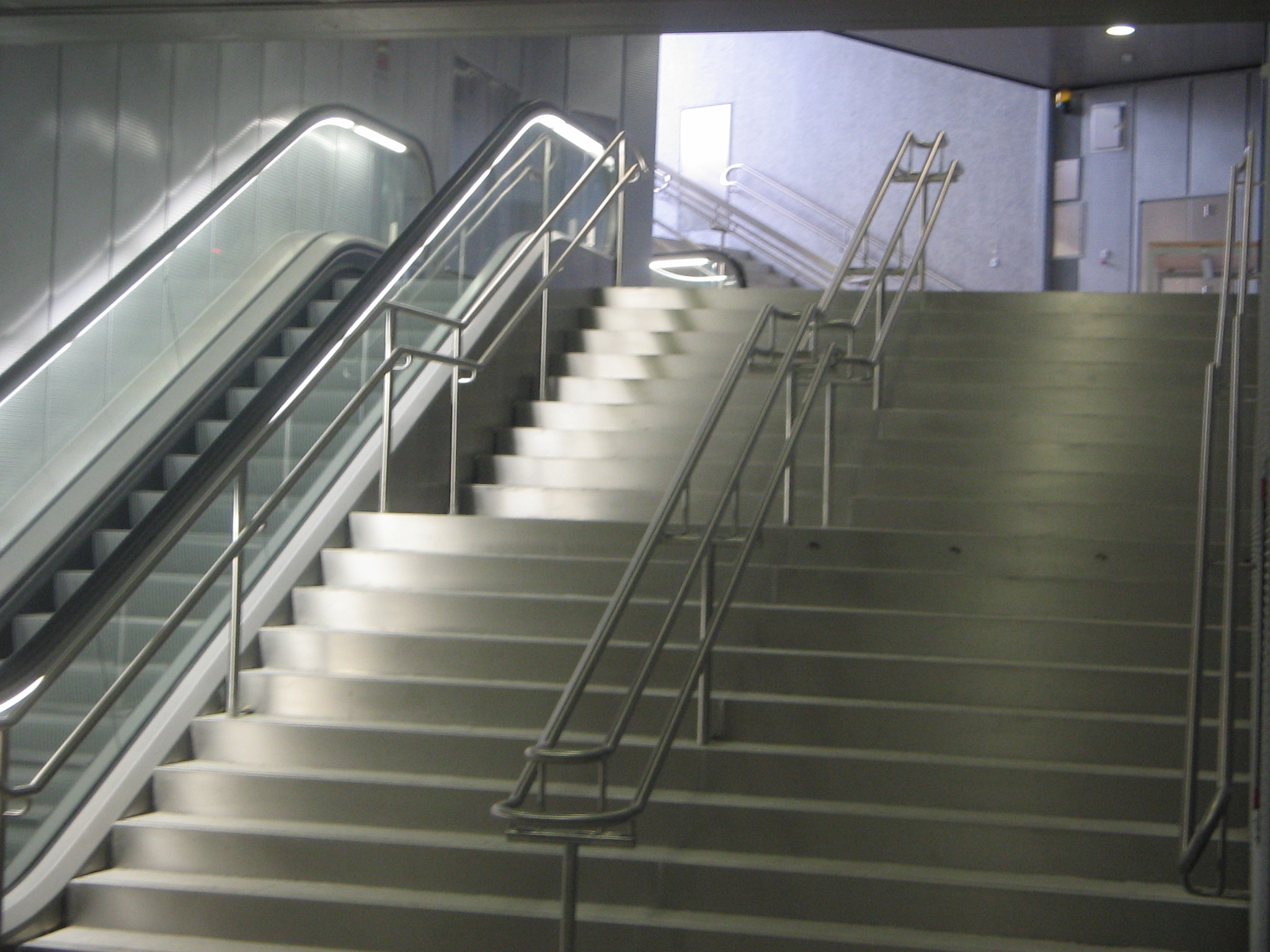
Accesso stradale
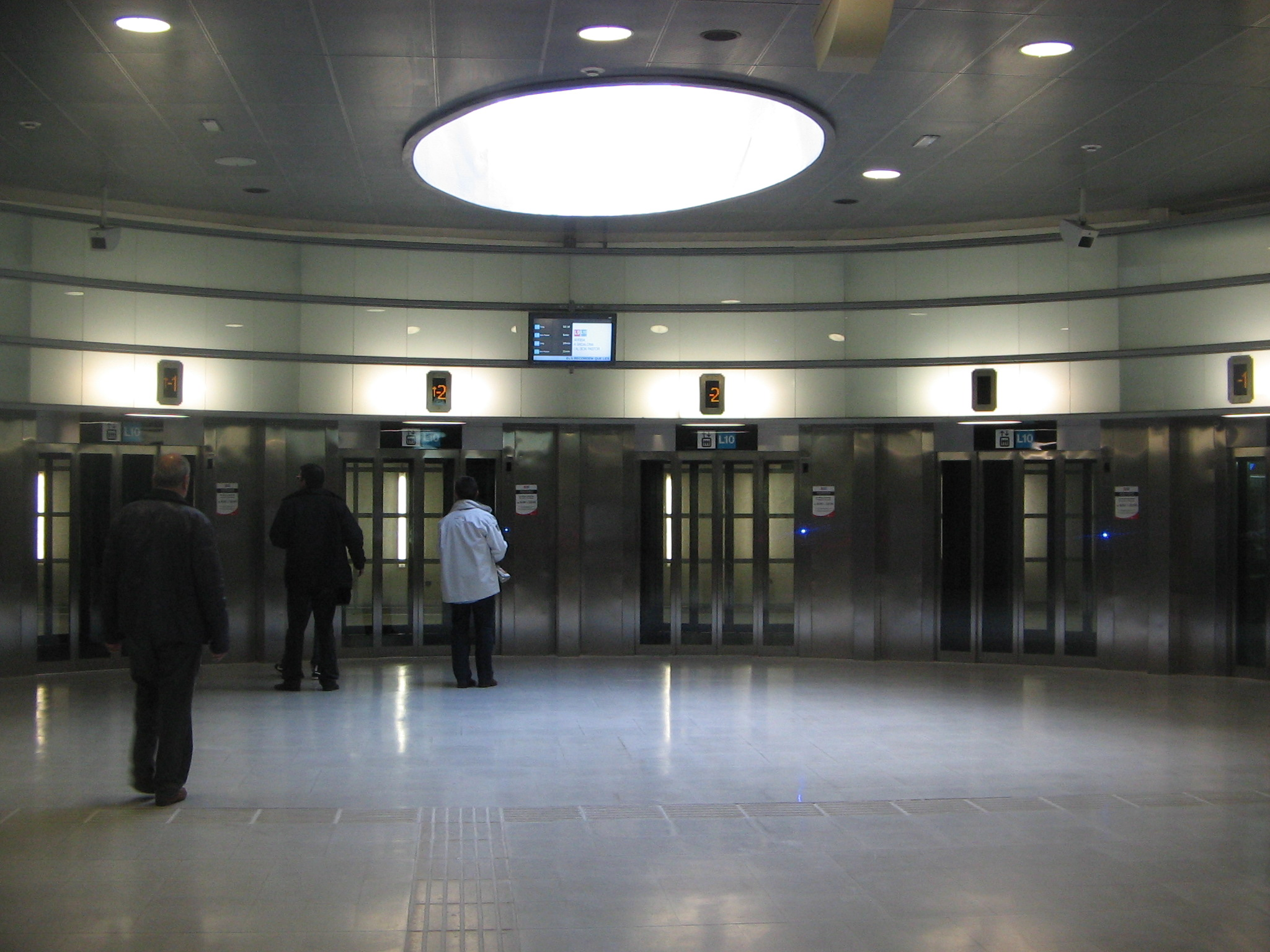
Atrio di accesso alle banchine con gli ascensori ad alta capacità